# Kinh tế Nam Phi
Kinh tế Nam Phi là nền kinh tế lớn nhất Châu Phi. Là một trung tâm sản xuất khu vực, đây là nền kinh tế công nghiệp hóa và đa dạng nhất trên lục địa. Nam Phi là một nền kinh tế có thu nhập trung bình cao - một trong tám quốc gia như vậy ở Châu Phi. Kể từ năm 1996, khi kết thúc hơn 12 năm trừng phạt quốc tế, Tổng sản phẩm quốc nội của Nam Phi gần như tăng gấp ba lần đạt đỉnh 400 tỷ đô la vào năm 2011, nhưng từ đó đã giảm xuống còn khoảng 385 tỷ đô la vào năm 2019. Trong cùng thời gian, dự trữ ngoại hối tăng từ 3 tỷ đô la lên gần 50 tỷ đô la tạo ra một nền kinh tế đa dạng với tầng lớp trung lưu đang phát triển và khá lớn, trong vòng hai thập kỷ sau khi kết thúc phân biệt chủng tộc. :chapter 1 Các doanh nghiệp nhà nước Nam Phi đóng một vai trò quan trọng trong nền kinh tế của đất nước với chính phủ sở hữu một phần trong khoảng 700 doanh nghiệp nhà nước tham gia vào một loạt các ngành công nghiệp quan trọng. Năm 2016 là năm thách thức hàng đầu đối với việc kinh doanh ở nước này, với sự quan liêu của chính phủ không hiệu quả, quy định lao động hạn chế, thiếu lao động lành nghề, bất ổn chính trị và tham nhũng, trong khi ngành ngân hàng mạnh của đất nước được đánh giá là một đặc điểm tích cực của nền kinh tế. Quốc gia này nằm trong số các quốc gia G20, và là thành viên châu Phi duy nhất trong nhóm này.